# Filippo Corsi
Filippo Corsi (Capestrano, 1º marzo 1870 – Massa, 21 maggio 1903) è stato un politico, patriota e giornalista italiano.

## Biografia
Corsi fu un repubblicano mazziniano. Dal 1891 collaborò al settimanale aquilano La Bandiera, “organo della democrazia abruzzese”. Per le sue idee politiche di sinistra, alla fine dell'Ottocento fu costretto all'esilio in Svizzera. Nel 1900 tornò in Italia e fu dirigente della Federazione Repubblicana Abruzzese con cui portò avanti lotte operaie presso lo stabilimento industriale di Bussi. Nel giugno 1900 fu eletto Deputato nelle liste del partito repubblicano nel collegio di Massa-Carrara.
Nel 1901 fondò il settimanale La Democrazia, stampato a Sulmona, indirizzato ai movimenti sindacali e alla lotta politica in Abruzzo.
Morì di infarto la mattina del 21 maggio 1903 nel tragitto tra la stazione e il municipio di Massa dove doveva presenziare a una manifestazione di Associazioni popolari. Il 2 novembre 1903 i repubblicani di Massa commemorarono solennemente la sua figura.

## Discendenza
Un figlio di Corsi, Edoardo Corsi, emigrò negli USA dove divenne funzionario governativo.

## Omaggi
- Dopo la Liberazione del 1945, a Pratola Peligna fu dedicata una lapide in ricordo alla figura di Corsi.[1]